# Уэно (парк)
Высочайше пожалованный парк Уэно (яп. 上野恩賜公園 Уэно онси ко:эн) — один из самых известных и посещаемых парков японской столицы, является также одним из первых пяти общественных парков, появившихся в стране после Реставрации Мэйдзи (1868).

## История и описание парка

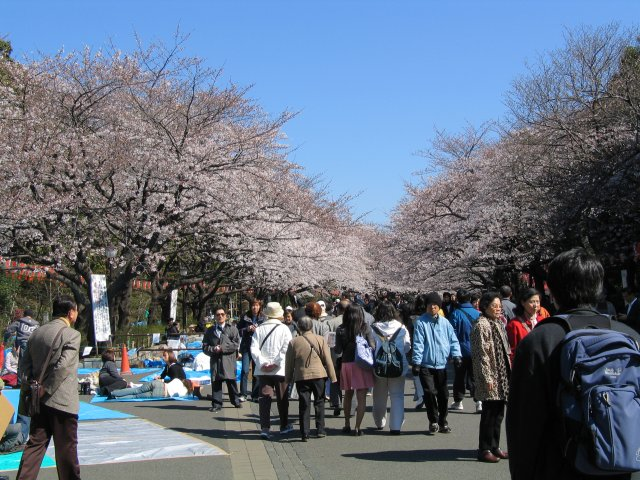
Парк Уэно в период цветения сакуры

Парк Уэно можно разделить на две части: возвышенность и низменность. Возвышенность известна как одно из лучших мест для любования сакурой.
Южнее в низине находится  пруд Синобадзу, поверхность которого летом покрывается зелёными листьями и розовыми цветами лотосов. Зимой сюда прилетают дикие утки и другие водяные птицы. Считается, что в древности на этом месте была бухта Токийского залива, но береговая линия понемногу отступала, и за несколько веков до нашей эры здесь образовался пруд. Первый настоятель храма Канъэйдзи создал посередине пруда остров и установил на нём храм Бэнтэн-до. В 1672 году с восточной стороны к острову был пристроен мост по которому до острова можно было добраться пешком. До начала эпохи Мэйдзи здесь протекала река Аидзомэ-гава, но при строительстве ипподрома её русло было засыпано и пруд приобрёл свои нынешние очертания. В 1907 году во время Токийской промышленной выставки с западной стороны острова был построен ещё один мост, Кангэцу-кё.
В результате битвы при Уэно (1868) территория на которой располагался храм Канъэйдзи, была превращена в пепелище, а главное здание храма было уничтожено. Предлагались самые разные проекты благоустройства этой территории, но голландский медик Бодуин, приехавший (1870) осмотреть эту территорию, предложил японскому правительству разбить здесь парк, в результате чего на этой территории был создан (1873) первый в Японии городской парк.
20 марта 1882 года в парке Уэно был открыт одноимённый зоопарк, ныне — старейший зоопарк Японии. Сейчас в нём насчитывается свыше 2600 животных.
В 1890 году парк Уэно был объявлен собственностью императорской семьи и возвращён во владение города в 1924 году — в ознаменование женитьбы будущего императора Сёва. На территории парка неоднократно проводились национальные промышленные выставки. Именно в парке Уэно был открыт первый в стране музей изобразительного искусства, устроен первый зоопарк.

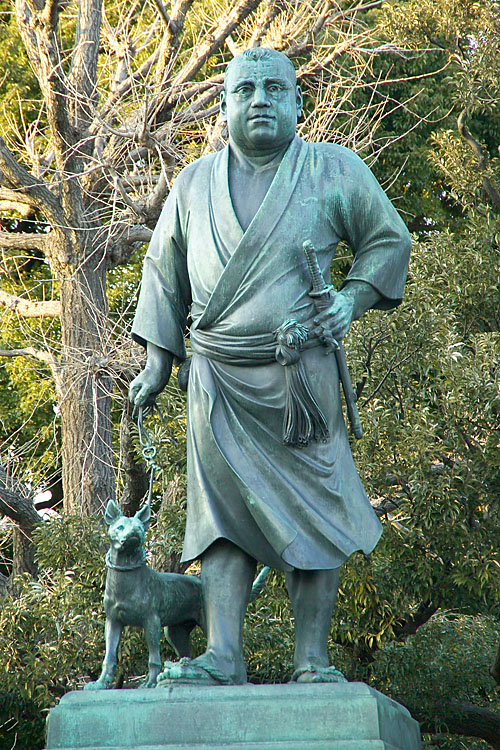
Памятник Сайго Такамори

У южного входа в парк установлен бронзовый памятник влиятельному самураю Сайго Такамори, воздвигнутый (1899) на 21 годовщину его смерти.
Сегодня в парке расположено несколько музеев. В четырёх зданиях Национального музея хранятся ценнейшие образцы японского национального искусства, археологические находки, произведения буддийского прикладного искусства — всего более 86 тыс. экспонатов. В 1959 году по проекту Ле Корбюзье был выстроен Национальный музей западного искусства. В основу его экспозиции легла коллекция Мацуката Кодзиро. Этот японский промышленник и меценат в период 1916—1923 годах собрал в Европе несколько тысяч произведений западного искусства. В 1961 году рядом с этим музеем был выстроен крупнейший в то время концертный зал столицы — Метрополитен Фестиваль-холл, по проекту Кунио Маэкава. Здесь же находится и Токийский городской художественный музей (東京都美術館, также построен по проекту Маэкава), где устраиваются различные выставки.
Значительную площадь занимает Национальный музей природы и науки.
Здесь же находится главный корпус Токийского университета искусств.
В парке расположено святилище Уэно Тосёгу, где поклоняются Токугавы Иэясу, первому сёгуну династии Токугава.

## Галерея

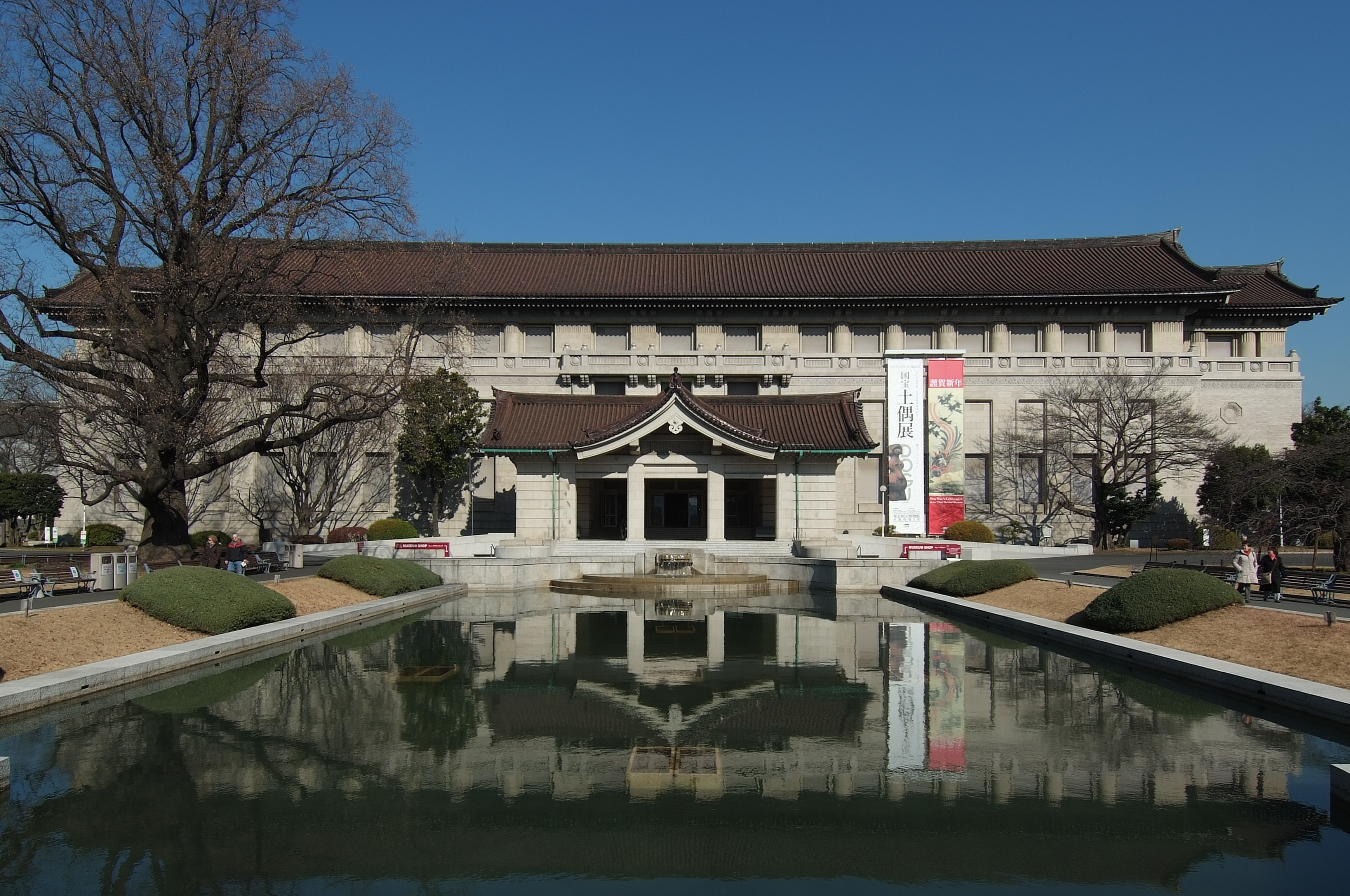
Национальный музей
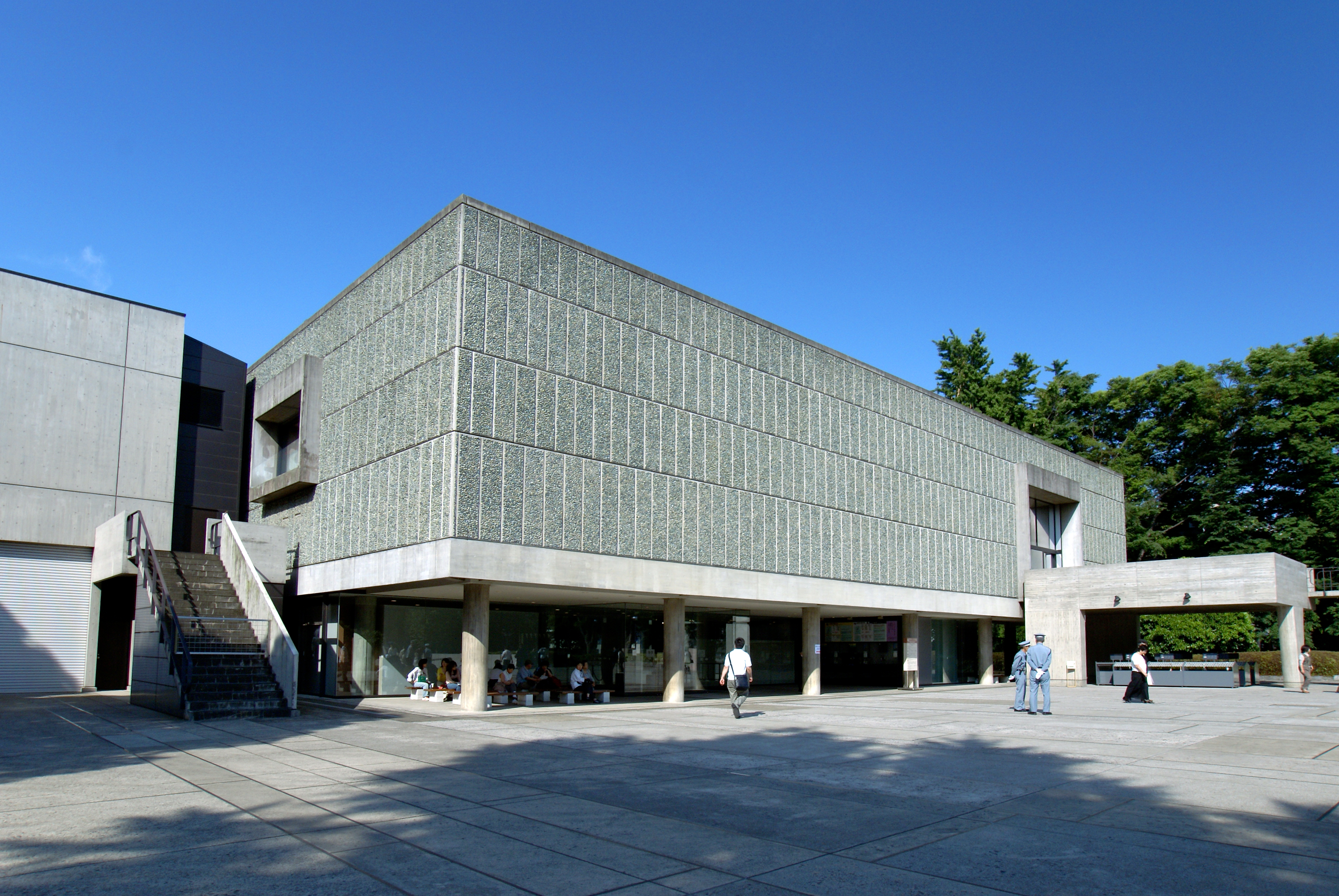
Национальный музей западного искусства
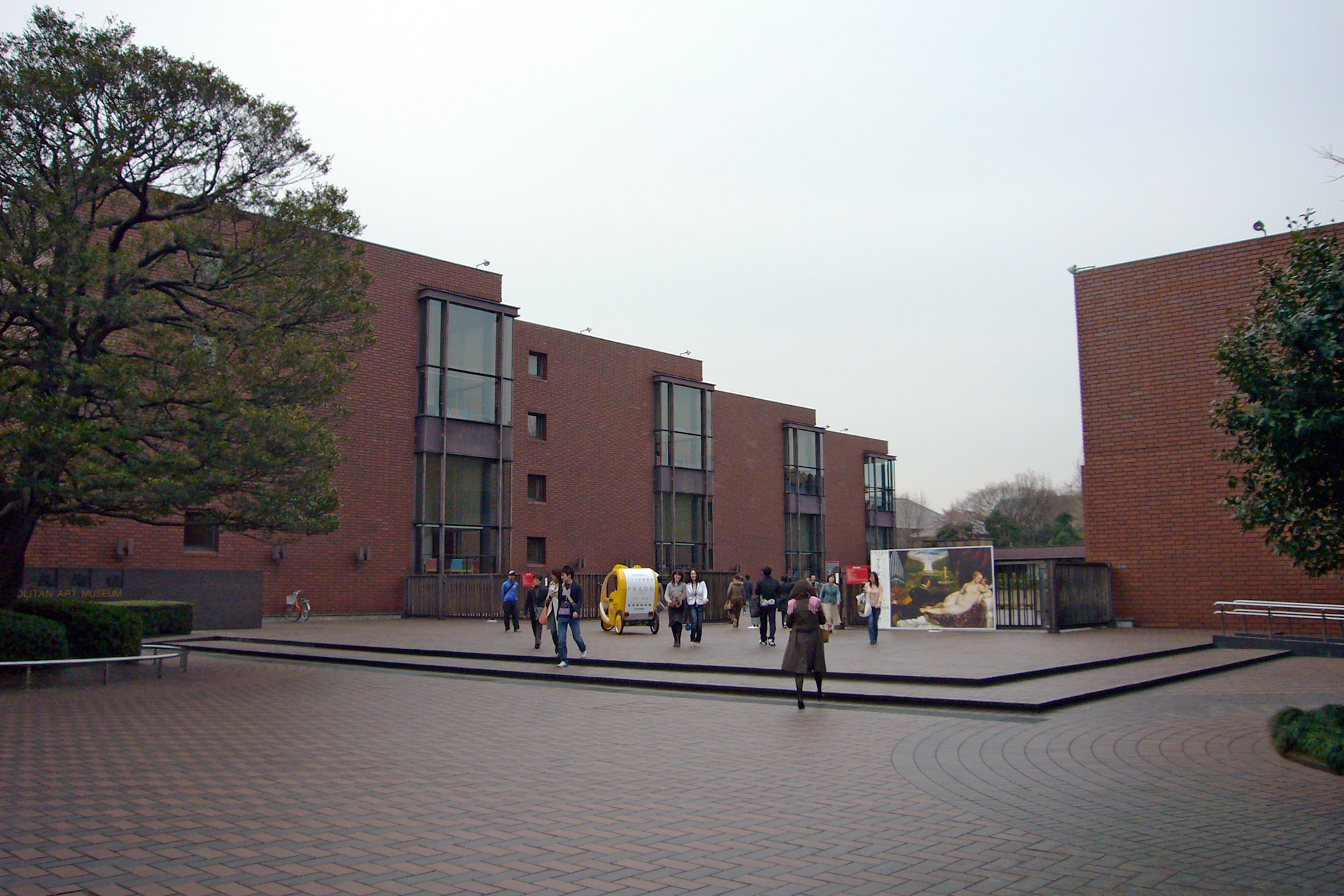
Токийский городской художественный музей
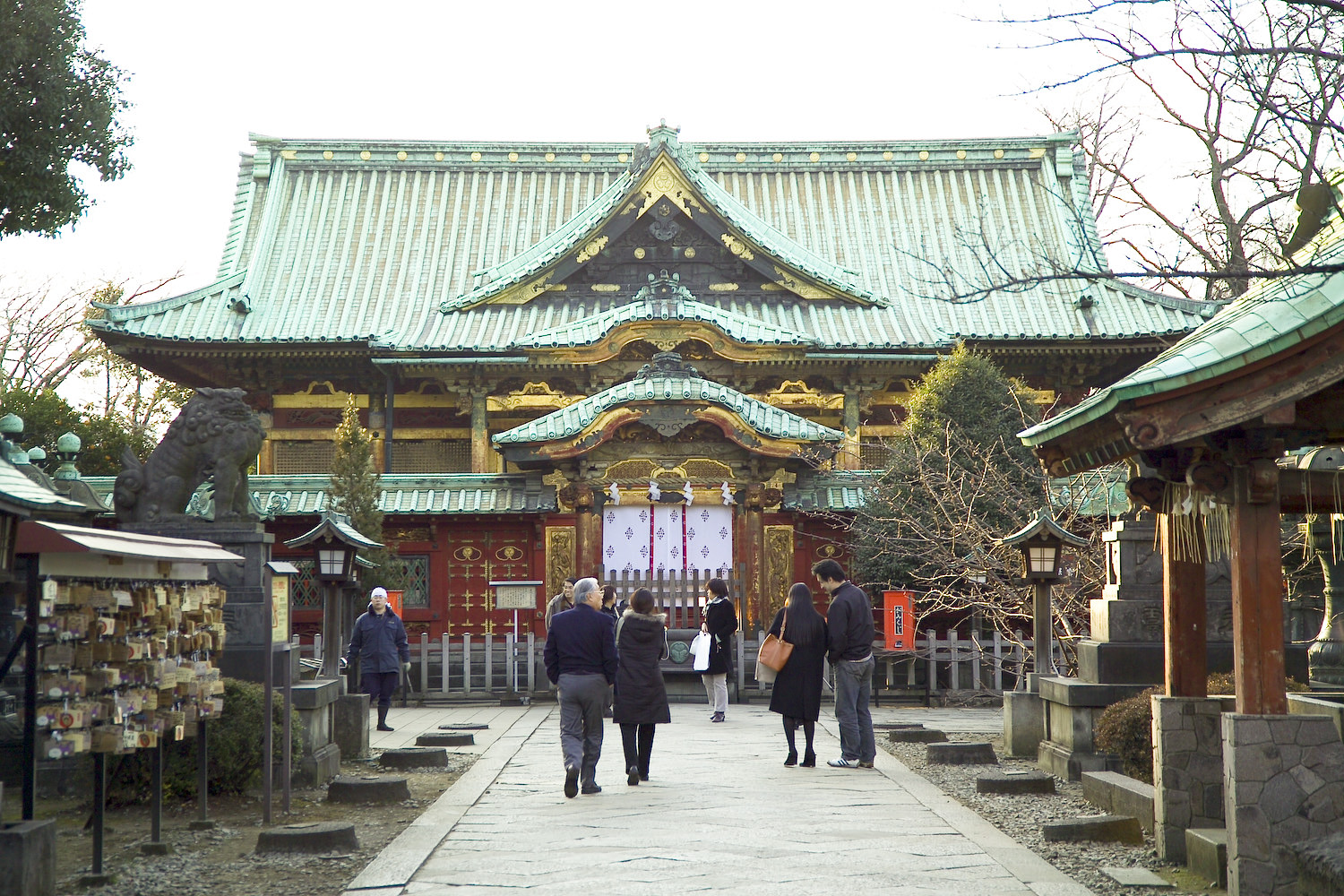
Святилище Уэно Тосёгу